# Rik Verbrugghe
Pour les articles homonymes, voir Verbrugghe.
Rik Verbrugghe est un ancien coureur cycliste belge, né le 23 juillet 1974 à Tirlemont en Belgique. Professionnel de 1996 à 2008, il termine sa carrière au sein de l'équipe Cofidis. Sa meilleure année fut 2001, où il a remporté la Flèche wallonne, le Critérium International, le prologue du Tour d'Italie, la quinzième étape du Tour de France, le Sprint d'or et le Vélo de cristal. Ses qualités de rouleur lui ont permis de remporter plusieurs épreuves de contre-la-montre. En 2009 et 2010, il occupe le poste de directeur sportif chez Quick Step. Il s'engage avec l'équipe américaine BMC Racing pour la saison 2011. Après avoir été directeur sportif de l'équipe IAM en 2015 et 2016, il devient sélectionneur de la Belgique en 2019 et 2020.

## Biographie
Rik Verbrugghe commence sa carrière professionnelle en 1996 au sein de l'équipe Lotto. Il dispute son premier Tour de France en 1998 et le termine à la 69e place. L'année suivante, il est en tête du prologue du Tour de France pendant la majeure partie de la course : huitième coureur à s'élancer, il faut attendre les dix derniers partants pour voir son temps battu. Il est finalement sixième de ce prologue remporté par Lance Armstrong et termine le Tour à la 71e place. Le mois suivant, il se classe deuxième de la Classique de Saint-Sébastien. En 2000, il devient champion de Belgique du contre-la-montre et est deuxième de la Flèche wallonne.
Au printemps 2001, Rik Verbrugghe remporte le classement général du Critérium international, ainsi que deux des trois étapes, dont le contre-la-montre. Il s'impose ensuite lors de la Flèche wallonne. En mai, il gagne le prologue du Tour d'Italie à Pescara à une vitesse moyenne de 58,874 km/h. Bénéficiant d'un vent favorable et d'un parcours plat et sans virage, il bat le record du prologue le plus rapide. Il est à cette occasion le premier Belge depuis 23 ans à revêtir le maillot rose,. Il le garde pendant quatre jours. En juillet, il gagne la 15e étape du Tour de France.
En 2002, il gagne le prologue du Tour de Romandie ainsi que la septième étape du Tour d'Italie. Lors de ce Giro, il obtient sa meilleure place au classement général d'un grand tour, neuvième.
Il connaît une année 2003 difficile, marquée par plusieurs chutes, une blessure lors du Tour d'Italie, un abandon lors du Tour de France à cause de difficultés respiratoires, dont il s'avèrera ensuite qu'elles sont dues à des côtes froissées. Ses relations avec Lotto  se dégradent à cette période. Il expliquera ainsi en 2006 au journal Le Soir : « Moi, en 2003, cela n'allait pas du tout : blessures, problèmes extrasportifs, la totale. Mais Lotto n'a rien trouvé de mieux que de m'adresser un ultimatum. Je m'étais blessé au Giro et la direction m'avait obligé à participer au Tour de Luxembourg et au Tour de Suisse pour préparer le Tour. Je l'ai fait et je l'ai payé pour la suite de la saison. J'ai été victime, à l'époque, de la campagne antiwallonne qui sévissait à la Loterie. C'était d'autant plus stupide que je ne suis pas à proprement parler un Wallon pur jus ! J'ai terminé mon contrat comme un travailleur en sursis sans aucune considération de l'équipe qui m'a construit mais à qui j'avais rendu, avec des victoires. »
À la fin de l'année 2004, Patrick Lefevere lui propose de rejoindre l'équipe qu'il dirige, Quick Step-Innergetic. Il y devient un « équipier de luxe » de Paolo Bettini,. Il gagne le Grand Prix de Lugano en février. En août, il gagne le prologue de l'Eneco Tour. Il perd la première place du classement général le lendemain, puis la reprend deux jours plus tard et la garde jusqu'au dernier jour de course. Il prend la vingtième place de cette dernière étape, un contre-la-montre de 26 km lors duquel il perd près de deux minutes sur le vainqueur d'étape et du classement général Bobby Julich. Il termine à la sixième place de cet Eneco Tour. Deux semaines plus tard, il dispute le Tour d'Espagne. Il prend la deuxième place du podium, à une seconde de Denis Menchov, futur vainqueur de l'épreuve.
L'année suivante, il est engagé par l'équipe française Cofidis, avec laquelle il souhaite se défaire du statut d'équipier et satisfaire ses ambitions personnelles. Il obtient cette année-là la dernière victoire de sa carrière, la septième étape du Tour d'Italie. Lors du Tour de France 2006, il doit abandonner en raison d'une chute qui lui cause une double fracture du fémur, lors de la quatorzième étape. Alors qu'il figure dans le groupe de tête, il glisse sur le goudron fondu dans un virage et heurte la rambarde en métal qui longe la route. Incapable de marcher pendant deux mois, il arrête là sa saison,. En 2007, il dispute son dernier Tour de France avec Cofidis. Il ne le termine pas non plus. Cette fois, il se retire avec le reste de l'équipe après qu'un de ses membres, Cristian Moreni, a été contrôlé positif à la testostérone. Après une dernière saison avec Cofidis en 2008, il met fin à sa carrière à l'issue du Tour de Lombardie.
Rik Verbrugghe devient directeur sportif dès l'année 2009. Il dit avoir songé à cette fonction en côtoyant Claude Criquielion chez Lotto puis Éric Boyer chez Cofidis. Il est directeur sportif chez Quick Step en 2009 et 2010 puis rejoint l'équipe américaine BMC Racing en 2011. À partir de 2013, il est à la tête de l'équipe réserve de cette dernière, nommée BMC Development. Il occupe cette fonction pendant deux ans. En 2015, il devient manager général de l'équipe suisse IAM. Fin 2016, l'équipe s'arrête. En 2018, il devient coordinateur sportif pour la formation Bahrain-Merida, où il est chargé des choix sportifs mais aussi de superviser le recrutement. En 2019, il devient sélectionneur de la Belgique. En septembre 2019, il quitte son poste chez Bahrain-Merida et devient sélectionneur de la Belgique à plein temps. En 2021, il est remplacé par Sven Vanthourenhout et devient directeur sportif chez Israel Start-Up Nation. Il quitte cette équipe au mois de septembre 2024.

## Palmarès

### Palmarès amateur
| - 1992 - 2e du championnat de Belgique du contre-la-montre juniors - 1993 - Tour de Namur : - Classement général - 3e étape | - 1994 - 7e étape du Tour de la Région wallonne - 1995 - 2e étape du Tour des régions italiennes - Circuit du Hainaut - 3e du Triptyque ardennais |  |

### Palmarès professionnel
| - 1997 - 2ea et 2eb (contre-la-montre) étapes du Tour de la Région wallonne - 3e du Tour de la Région wallonne - 1998 - 2e du Grand Prix de Wallonie - 1999 - 2e de la Classique de Saint-Sébastien - 3e de Cholet-Pays de Loire - 2000 - Champion de Belgique du contre-la-montre - 2e de la Flèche wallonne - 3e du championnat de Belgique sur route - 6e de Paris-Tours - 2001 - Critérium international : - Classement général - 1re et 3e (contre-la-montre) étapes - Flèche wallonne - Prologue du Tour d'Italie - 15e étape du Tour de France | - 2002 - Prologue du Tour de Romandie - 7e étape du Tour d'Italie - 9e du Tour d'Italie - 2003 - 3e de Paris-Corrèze - 2004 - 8e de la Classique de Saint-Sébastien - 2005 - Grand Prix de Lugano - Prologue de l'Eneco Tour - 6e de l'Eneco Tour - 2006 - 7e étape du Tour d'Italie |  |

## Résultats sur les grands tours

### Tour de France
9 participations
- 1998 : 69e
- 1999 : 71e
- 2000 : abandon (14e étape)
- 2001 : 112e, vainqueur de la 15e étape
- 2002 : non-partant (6e étape)
- 2003 : abandon (14e étape)
- 2004 : 43e
- 2006 : abandon sur chute (14e étape)
- 2007 : non-partant à la suite du retrait de l'équipe Cofidis (17e étape)

### Tour d'Italie
5 participations
- 2001 : non-partant (19e étape), vainqueur du prologue,  maillot rose pendant 4 jours
- 2002 : 9e, vainqueur de la 7e étape
- 2003 : non-partant (4e étape)
- 2006 : abandon (16e étape), vainqueur de la 7e étape
- 2008 : abandon (11e étape)

### Tour d'Espagne
2 participations
- 1999 : abandon (4e étape)
- 2005 : 80e

## Distinction
- Vélo de cristal : 2001